# Нуно Бельшиор
Нуно Рикардо Дос Сантос Бельшиор (порт.  Nuno Ricardo Santos Belchior; род. 9 октября 1982, Баррейру) — португальский игрок в пляжный футбол. Выступал за сборную Португалии. Участник 12 чемпионатов мира, где дважды становился чемпионом.

## Биография
Родился в Баррейру. Занимался футболом и мини-футболом, но успехов Бельшиор достиг в пляжном футболе. Впервые на песок вышел в 2002 году, а уже спустя год дебютировал на чемпионате мира по пляжному футболу в составе сборной Португалии на турнире в Бразилии.
В общей сложности Бельшиор 12 раз играл на мундиалях, где дважды завоёвывал с командой звание чемпиона: на домашнем турнире 2015 года и на турнире 2019 года в Парагвае. На чемпионате 2011 года в игре против Сальвадора он отдал голевую передачу на Маджера, которую официальный сайт ФИФА охарактеризовал как величайшую в истории пляжного футбола. В последний раз в футболке сборной сыграл в рамках Евролиги 2022 года. Всего за Португалию забил 191 гол в 230 матчах. По количеству голов (39) Бельшиор занимает четвёртое место среди всех бомбардиров чемпионата мира с момента проведения турнира под эгидой ФИФА.
На клубов уровне в Португалии играл за «Брагу», «Бенфику» «Виторию» и «Спортинг». В Италии португалец играл за «Кавалиери дел Маре» и «Рому», в России за «Локомотив», в ОАЭ за «Аль Ахли», в Турции за «Аланью» и «Оба Беледиеспор», а в Венгрии за «Голдвин Плюсс».
В 2023 году принял участие в телешоу «O Triângulo» (Треугольник).

## Достижения
Сборная Португалии
- Чемпион мира: 2015, 2019[1]
- Вице-чемпион мира: 2005
- Бронзовый призёр чемпионата мира: 2008, 2009, 2011
- Победитель Евролиги: 2007, 2010, 2015, 2019, 2020, 2021
- Финалист Евролиги: 2009, 2013, 2016, 2022
- Победитель Мундиалито: 2014[9], 2019[10]
- Серебряный призёр Мундиалито: 2011, 2013, 2016
- Победитель Европейских игр: 2019[1]
- Бронзовый призёр Европейских игр: 2015[1]
- Победитель Кубка Пилснера: 2016[11]

На клубном уровне
- Чемпион Португалии: 2020 (Спортинг)[1]
- Чемпион России: 2012
- Победитель Кубка России: 2013
- Победитель Кубка европейских чемпионов: 2013
- Обладатель Суперкубка Италии: 2008 (Кавалиери дел Маре)
- Чемпионат ОАЭ: 2014 (Аль-Ахли)[12]
- Финалист Кубка Португалии: 2019 (Спортинг)[13]
- Бронзовый призёр чемпионата Турции: 2013 (Оба Беледиеспор)

Индивидуальные
- Лучший игрок Мундиалито: 2011[14], 2016[15]
- Лучший бомбардир Мундиалито: 2011[14], 2013[16], 2014[17]
- Бронзовый мяч чемпионата мира: 2008
- Лучший бомбардир чемпионата Турции: 2013

## Статистика
Источники статистики:
| Турнир                             | Год   | Матчи | Голы |
| ---------------------------------- | ----- | ----- | ---- |
| Чемпионат мира по пляжному футболу | 2003  | 2     | 2    |
| Чемпионат мира по пляжному футболу | 2004  | 3     | 4    |
| Чемпионат мира по пляжному футболу | 2005  | 4     | 3    |
| Чемпионат мира по пляжному футболу | 2006  | 4     | 3    |
| Чемпионат мира по пляжному футболу | 2007  | 4     | 0    |
| Чемпионат мира по пляжному футболу | 2008  | 6     | 10   |
| Чемпионат мира по пляжному футболу | 2009  | 6     | 5    |
| Чемпионат мира по пляжному футболу | 2011  | 6     | 6    |
| Чемпионат мира по пляжному футболу | 2015  | 6     | 5    |
| Чемпионат мира по пляжному футболу | 2017  | 4     | 2    |
| Чемпионат мира по пляжному футболу | 2019  | 6     | 3    |
| Чемпионат мира по пляжному футболу | 2021  | 2     | 0    |
| Всего                              | Всего | 53    | 43   |

| Турнир                                          | Год   | Клуб      | Матчи | Голы |
| ----------------------------------------------- | ----- | --------- | ----- | ---- |
| Кубок европейских чемпионов по пляжному футболу | 2014  | Локомотив | 6     | 7    |
| Кубок европейских чемпионов по пляжному футболу | 2015  | Аланья    | 4     | 10   |
| Кубок европейских чемпионов по пляжному футболу | 2016  | Брага     | 7     | 7    |
| Кубок европейских чемпионов по пляжному футболу | 2017  | Бенфика   | 3     | 3    |
| Кубок европейских чемпионов по пляжному футболу | 2018  | Спортинг  | 7     | 4    |
| Кубок европейских чемпионов по пляжному футболу | 2019  | Спортинг  | 8     | 8    |
| Кубок европейских чемпионов по пляжному футболу | 2020  | Спортинг  | 4     | 2    |
| Кубок европейских чемпионов по пляжному футболу | 2021  | Спортинг  | 4     | 4    |
| Кубок европейских чемпионов по пляжному футболу | 2022  | Спортинг  | 4     | 2    |
| Всего                                           | Всего | Всего     | 47    | 47   |